# 元祖SDガンダム
元祖SDガンダム（がんそエスディーガンダム）は、バンダイの玩具第1事業部が出していたSDガンダムの組み立て式玩具シリーズ。

## 概要
プラキットだが組み立て式玩具であり、無塗装でもカラフルに仕上がる色彩豊かなパーツと鋭角部分や可動部位に軟質素材の使用、頑丈な構造と各キット独自のギミックを持っていることが特徴。
当初はノーマル、戦国伝、外伝、G-ARMSを満遍なく商品化しBB戦士とラインナップが重複していたが、次第に元祖は外伝とG-ARMS中心、BB戦士は戦国伝中心と差別化されていった。
元祖は玩具ならではの遊びの特徴を生かして、電飾やサウンドギミックを有するものや、武者ベースや天地城といった基地セットや武者頑駄無の城、ナイトガンダム物語に登場した聖龍巨人ドラグーンパレスなど大型商品もある。
中国・韓国、および英語圏など海外でも販売されていたが日本版に準じた仕様から、限定メッキモデルまで各種が発売された。2000年、『SDガンダムGジェネレーションF』に合わせて、MOBILE SUIT IN ACTION!!の箱デザインを模して｢SD GUNDAM IN ACTION!!｣のシリーズ名をもって、ほとんどのパーツをメタリック塗装処理したキットが数点販売された。
海外版においては、ノーマルのSDガンダムに加え、SD戦国伝やGチェンジャー（Gチェンジャーのみ｢ガンダムW MSV｣の肩書きを冠していた）なども販売されていた。
恐竜をモチーフとした「ダイノガンダム」シリーズの企画もありティラノンガンダム、プテラΖ、トリケラΖΖのデザインも公開されているが商品化はペンディングとなっている。
2006年9月には、過去のシリーズの中から人気キャラクターを厳選しダウンサイジングを施した「元祖SDガンダム ミニコレクション」が発売された（後述）。
『機動戦士SDガンダム』のDVD-BOXにバーサル騎士ガンダムを付属させる予定があったが､BB戦士版に変更された。
1996年にナンバー0088「鎧闘神ウイング」で一旦商品展開は終了したが、20年後の2016年に復活、ナンバー0089「ガンキラー」が発売され、その後も千生将軍やエルガイヤーなどの人気キャラクターが商品化されている。

## 商品

### 旧ナンバー
| No.   | 商品名                                                         | 作品名                                  | 備考 |                                                |
| ----- | -------------------------------------------------------------- | --------------------------------------- | --- | ---------------------------------------------- |
| 01    | RX-93 νガンダム                                                | 機動戦士ガンダム 逆襲のシャア           | バックパックを上下させると腕を上下 |                                                |
| 02    | MSZ-010 ΖΖガンダム                                             | 機動戦士ガンダムΖΖ                      | 頭部を左右に振ると両足が走る動作 |                                                |
| 03    | MSN-03 ギュネイ専用ヤクト・ドーガ                              | 機動戦士ガンダム 逆襲のシャア           | バックパックを傾けると首を前後に振る |                                                |
| 04    | AMX-011 ザクIII                                                | 機動戦士ガンダムΖΖ                      | 頭部を左右に振ると腕を上下 |                                                |
| 05    | RX-78 ガンダム                                                 | 機動戦士ガンダム                        | バックパックを傾けると首をかしげる |                                                |
| 06    | MSZ-006 Ζガンダム                                              | 機動戦士Ζガンダム                       | フライングアーマーの中央部を上下させると両腕を上下 |                                                |
| 07    | MSN-02 パーフェクト・ジオング                                  | MSV                                     | 背中のスイッチを押すと両足が出てパーフェクト化 後頭部のレバー操作でモノアイが可動 理由は不明だが、同時期の他商品と比較して発売当時より流通数が極めて少ない                                                             |                                                |
| 08    | MSM-07S シャア専用ズゴック                                     | 機動戦士ガンダム                        | バックパックを傾けるとモノアイが左右に動く システムインジェクション成型で複雑な色分けを再現 |                                                |
| 09    | MSM-07 量産型ズゴック                                          | 機動戦士ガンダム                        | No.8の色違い |                                                |
| 010   | MS-09 ドム                                                     | 機動戦士ガンダム                        | 背面ヒートソードラックを手前に引っ張るとモノアイと腕が小刻みに上下に動く ミニサイズのドム2体付属 理由は不明だが、同時期の他商品と比較して発売当時より流通数が少ない                                                    |                                                |
| 011   | RX-178 ガンダムMk-II（エゥーゴ仕様）                           | 機動戦士Ζガンダム                       | バックパックを左右に傾けると、首を横に振る システムインジェクション成型で、複雑な色分けを再現 |                                                |
| 012   | RX-178 ガンダムMk-II（ティターンズ仕様）                       | 機動戦士Ζガンダム                       | No.11の色違い |                                                |
| 013   | MSR-100S 百式改                                                | Ζ-MSV                                   | 後頭部を下に押すと顎に隠されているエイリアン風の牙が飛び出る システムアップセットCの装備で騎士百式改に改造可能。 |                                                |
| 014   | 武者精太頑駄無                                                 | SD戦国伝 武者七人衆編                   | バックパックを上下に動かすと首を上下に振る 元祖オリジナルの鬼面を装備 |                                                |
| 015   | RMS-099 リック・ディアス                                       | 機動戦士Ζガンダム                       | 頭部を下に押し込むと肩を上下 頭部バルカンファランクスのカバーが開閉 モノアイが透明パーツ 出荷時期によって、日本生産品とタイ生産品が存在する 赤のクワトロカラー                                                         |                                                |
| 016   | MSN-03 クェス専用ヤクト・ドーガ                                | 機動戦士ガンダム 逆襲のシャア           | No.3改修 ビームガトリングガンは別売（システムアップセットA） |                                                |
| 017   | 武者頑駄無 活動絵巻付                                          | SD戦国伝 武者七人衆編                   | 鳥形態に変形する元祖オリジナルのシールドが付属。バックパックを体の方に押すと腰の隠し大筒が出現 活動絵巻（販促用VHSビデオテープ）付き                                                                                   |                                                |
| 018   | 武者精太頑駄無 風雲騎馬スペシャル                              | SD戦国伝 武者七人衆編                   | No.14の追加仕様（精太本体はメッキ仕様） 武者騎馬との合体でケンタウロスモードに 戦陣、雑魚、暴留、武者五人衆のミニフィギュア付き                                                                                        |                                                |
| 019   | MSA-0011 スペリオルガンダム                                    | ガンダム・センチネル                    | 背中のつまみを押すとサウンドが鳴る（音はつまみを回す事で５種類の中から選択可能） |                                                |
| 020   | RX-178+FXA-05D スーパーガンダム                                | 機動戦士Ζガンダム                       | No.11の追加仕様 本体色がグレー→白に |                                                |
| 021   | MRX-009 サイコガンダム                                         | 機動戦士Ζガンダム                       | 差し替えでMA形態に変形し、余ったパーツでギャグ飛行形態に ミニサイズのΖガンダムとガンダムMK-IIが付属 |                                                |
| 022   | 武者頑駄無摩亜屈                                               | SD戦国伝 武者七人衆編                   | 兜後部のスイッチを上下に動かすと角が可動 盾が分割して足裏に装着可能 |                                                |
| 023   | SDV-04 コマンドガンダム                                        | SDコマンド戦記 G-ARMS                   | 発光・サウンドギミック |                                                |
| 024   | MS-06C にせガンダム                                            | SDV                                     | バックパック操作で右腕振りアクション モノアイが頭部内の一点で支えられておりゆらゆら揺れる |                                                |
| 025   | 百鬼丸                                                         | SD戦国伝 武者七人衆編                   | バックパックを動かすとスプリングアクションで右腕を上に降り下ろす。手裏剣を投げる事も可能 |                                                |
| 026   | MS-14S シャア専用ゲルググ                                      | 機動戦士ガンダム                        | 腹部コックピットハッチをスイッチにした頭部発射機能 |                                                |
| 027   | 武者仁宇頑駄無                                                 | SD戦国伝 武者七人衆編                   | 兜の後ろの穴にナギナタを刺して回すと角が回転 |                                                |
| 028   | SCV-70 ホワイトベース                                          | 機動戦士ガンダム                        | MSのミニモデル付き 馬に見立てた元祖オリジナル形態変形可能 |                                                |
| 029   | 武者駄舞留精太頑駄無                                           | SD戦国伝 武者七人衆編                   | 頭部からミサイル発射 |                                                |
| 030   | RX-78NT-1 ガンダムNT-1                                         | 機動戦士ガンダム0080 ポケットの中の戦争 | チョバムアーマー着脱 元祖オリジナルの戦車にアーマー装着可能 |                                                |
| 031   | 璽威武装                                                       | SD戦国伝 武者七人衆編                   | No.17の仕様変更版がセット 璽威武装に武者を格納 | No.17の仕様変更版がセット 璽威武装に武者を格納 |
| 032   | MSN-04 サザビー                                                | 機動戦士ガンダム 逆襲のシャア           | 頭部ハッチ開閉 シャア、ビームトマホークなどが頭部に仕込められる |                                                |
| 033   | MS-18E ケンプファー                                            | 機動戦士ガンダム0080 ポケットの中の戦争 | 背中の穴にシュツルムファウストを刺して回すと脚を横に振る モノアイが透明パーツで、後頭部から光を当てると光って見える |                                                |
| 034   | ナイトガンダム                                                 | SDガンダム外伝 ジークジオン編           | 初期装備版 バイザーの開閉及びケンタウロス形態再現 |                                                |
| 035   | サタンガンダム 恐怖の正体                                      | SDガンダム外伝 ジークジオン編           | 尻尾を上下に動かすと羽をはばたかせる ミニサタンガンダム付属 |                                                |
| 036   | ナイトサザビー                                                 | SDガンダム外伝 ジークジオン編           | 後頭部の突起の一部を引くと残りの突起がナイトスラッガーとして可動 |                                                |
| 037   | RX-75 ガンタンク                                               | 機動戦士ガンダム                        | 底面の車輪を回転させると腕部のポップミサイルとキャノン砲が動く 頭部コクピットハッチが開閉し、操縦席内のシールは｢アムロレイ｣の顔文字（コミック｢元祖!SDガンダム｣のネタ）と、ハヤト・コバヤシの全身画のいずれかを選択可能 |                                                |
| 038   | AMX-004 キュベレイ                                             | 機動戦士Ζガンダム                       | ファンネル格納庫を上下に動かすと肩パーツが開閉 |                                                |
| 039   | FA-93HWS νガンダム H.W.システム                                | MSV                                     | No.1とは別金型の新規造形 バックパック上部よりスプリングでファンネル発射 H.W.S着脱可 |                                                |
| 040   | 農丸頑駄無                                                     | SD戦国伝 武者七人衆編                   | 兜のシーサー頭部を発射 非常に似ているがNo.17からのパーツ流用は無い |                                                |
| 041   | 騎士百式                                                       | SDガンダム外伝 ジークジオン編           | 作中の名は『黄金の騎士』 装備パーツが支援メカナイトファルコンに バックパックの上下で両肩を前に出すアクション |                                                |
| 042   | 頑駄無大将軍                                                   | SD戦国伝 武者七人衆編                   | リモコン操作による目の点灯・歩行ギミック |                                                |
| 043   | 武者斎胡頑駄無                                                 | SD戦国伝 武者七人衆編                   | 洗脳マスクの着脱により目の表情が変化し、頑駄無軍団/巨忍軍団を再現 |                                                |
| 044   | スペリオルドラゴン                                             | SDガンダム外伝 ジークジオン編           | ドラゴン形態に変形 金メッキ仕様 |                                                |
| 045   | FA（フルアーマー）ナイトガンダム                               | SDガンダム外伝 ジークジオン編           | 三種の神器装着状態 鎧の一部がダイキャスト製 ケンタウロス形態再現 |                                                |
| 046   | PF-78 FA・P（フルアーマー・パーフェクト）ガンダム              | MSV                                     | No.5とは別金型の新規造形 ノーマル、フルアーマー、パーフェクトの3形態に換装 非使用パーツ装着用のベース付属 FAのマスクがオリジナル装備                                                                                   |                                                |
| 047   | MSBZ-06S ブラッディザク                                        | SDコマンド戦記 G-ARMS                   | 頭部が開閉しファイナルメガキャノン展開 チェーンガンの回転 |                                                |
| 048   | GDV-178 ガンダイバー                                           | SDコマンド戦記 G-ARMS                   | バイザー開閉 サブマリンモードに変形 バックパックより魚雷発射 |                                                |
| 049   | 武者荒烈駆主                                                   | SD戦国伝 風林火山編                     | 武神着装およびケンタウロス形態を再現 前腕が展開し、龍頭を装着 BB戦士と異なり、大目牙種子島は2丁装備 |                                                |
| 050   | CAPG-78 キャプテンガンダム                                     | SDコマンド戦記 G-ARMS                   | 装甲車形態ガンビークルに変形 販促用VHSビデオテープ・ドッグタグ風キーホルダー付き |                                                |
| 051   | GSZ-006 ガンセイヴァーΖ                                        | SDコマンド戦記 G-ARMS                   | 2種類の戦闘機形態ジェットモード、マッハセイヴァーモードに変形 ゴーグル開閉 |                                                |
| 052   | SDV-04HWG HW（ヘヴィウェポン）コマンドガンダム                 | SDコマンド戦記 G-ARMS                   | No.23より一部パーツ流用 |                                                |
| 053   | RX-77 ガンキャノン                                             | 機動戦士ガンダム                        | 頭を押すとキャノン砲が上下 |                                                |
| 054   | GPZZ-010B ガンパンツァーΖΖ                                     | SDコマンド戦記 G-ARMS                   | 重戦車形態に変形 バックパックの火器を後頭部に押し込むことで額の火器が展開 |                                                |
| 055   | 闇皇帝                                                         | SD戦国伝 武者七人衆編                   | バトルモード、モンスターモード、軽装に変形 元祖オリジナルの大暗黒幻砲と鎧パーツを組み合わせ、黒幻王に |                                                |
| 056   | AMX-004-2 キュベレイMk-II                                      | 機動戦士ガンダムΖΖ                      | No.38の仕様変更 プル機とプルツー機の2種があり、箱に貼られたシールで区別される |                                                |
| 057   | GEν-93 ガンイーグルν(ニュー)                                   | SDコマンド戦記 G-ARMS                   | 戦闘機形態に変形 背面のウイングは機首に連動して飛行状態に移動 |                                                |
| 058   | 武者江須                                                       | SD戦国伝 風林火山編                     | 雷神着装を再現 強化パーツは雷神号及び元祖オリジナルの光雷砲に |                                                |
| 059   | 武者百士鬼改                                                   | SD戦国伝 風林火山編                     | 天翔着装を再現 BB戦士より金メッキ箇所が多い |                                                |
| 060   | 武者風雷主                                                     | SD戦国伝 風林火山編                     | 武装を分離し、支援メカ嵐丸に 風雷王は付属せず、波走機への変形はしない |                                                |
| 061   | FA-010S FA・ΖΖガンダム                                         | 機動戦士ガンダムΖΖ                      | No.2とは別金型の新規造形 装甲を外すと強化型ΖΖガンダムに |                                                |
| 062   | GBG-090 グリーンベレーガンダム                                 | SDコマンド戦記 G-ARMS                   | 発光・サウンドギミック 支援メカ・SAL付き |                                                |
| 063   | 剣士ゼータガンダム                                             | SDガンダム外伝 ジークジオン編           | ダイキャストパーツ使用 愛馬アーガマに搭乗可 龍の盾は付属しない 布製マント付 |                                                |
| 064   | GCPS-009 ガンクルーザーMk-I                                    | SDコマンド戦記 G-ARMS                   | 戦艦型に変形 |                                                |
| 065   | 隠密将軍                                                       | SD戦国伝 風林火山編                     | 兜のシーサー頭部を発射（出世前の農丸と同じギミック） |                                                |
| 066   | 法術士νガンダム                                                | SDガンダム外伝 ジークジオン編           | 頭部よりナイトスラッガー射出 梟の杖は付属しない |                                                |
| 067   | MRJ-104 ザウエル・R・ジャジャ                                  | SDコマンド戦記 G-ARMS                   | バインダー内の隠し武器を展開 NO.81に頭部を移植し、｢フューラーR・ジャジャ｣が再現可能 |                                                |
| 068   | MSZ-006 Ζガンダム・可変タイプ                                  | 機動戦士Ζガンダム                       | No.6とは別金型の新規造形 差し替えで｢ウェイブシューター｣に変形 |                                                |
| 069   | ZMK-178 マスクコマンダー                                       | SDコマンド戦記 G-ARMS                   | ハンブラビとの合体・分離及びマスクの着脱によりガンダムMk-IIに 更に顔の変更によってにせガンダムMk-IIとなる |                                                |
| 070   | バーサルナイトガンダム                                         | SDガンダム外伝 ジークジオン編           | 背面のナイトフライヤーを動かすと連動して翼が開閉 電磁ランス展開 |                                                |
| 071   | ネオブラックドラゴン                                           | SDガンダム外伝 ジークジオン編           | 尻尾と連動して羽が可動 腕が握り手と開いた手の二種類付属 |                                                |
| 072   | SDV-04 キャプテンガンダム&ガンアーマー                         | SDコマンド戦記 G-ARMS                   | No.50の追加仕様 キャプテンの成型色が明るいものに ガンアーマーにキャプテンを格納する他、砲台形態、自律戦闘ロボ形態に変形                                                                                                |                                                |
| 073   | ナイトアレックス                                               | SDガンダム外伝 ジークジオン編           | 幽閉時の封印の鎧着脱可能 本体の一部がダイキャスト製 導きのハープ、布製マント付 |                                                |
| 074   | 闘士ΖΖガンダム                                                 | SDガンダム外伝 ジークジオン編           | 額よりビャクゴーショットミサイル発射 獅子の斧は付属しない |                                                |
| 075   | 三代目頑駄無大将軍                                             | SD戦国伝 風林火山編                     | 超鳳凰形態に変形 BB戦士と異なり閃光剣が付属する |                                                |
| 076   | 新荒烈駆主                                                     | SD戦国伝 天下統一編                     | No.49の成型色を変更し、武神の鎧を削除、地の鎧、地帝の神器を追加 地脈翼開閉 BB戦士と異なり、大目牙スペシャルは大目牙種子島と異なる新規パーツ                                                                            |                                                |
| 077   | F91 ガンダムF91                                                | 機動戦士ガンダムF91                     | ヴェスバーが射撃形態に展開 フェイスオープンは顔面パーツ自体を差し替えて再現 ビームシールドは手持ち式 |                                                |
| 078   | GDV-178S スーパーガンダイバー                                  | SDコマンド戦記 G-ARMS                   | No.48より一部パーツ流用 クルーズモードに変形 サブインターセプターよりミサイル発射 |                                                |
| 079   | GEν-93S スーパーガンイーグル                                   | SDコマンド戦記 G-ARMS                   | No.57より一部パーツ流用 バックパックの変形は連動が廃止され手動に |                                                |
| 080   | 雷頑駄無                                                       | SD戦国伝 天下統一編                     | 雷電翼開閉 |                                                |
| 081   | ZAFU-13 フューラーザタリオン                                   | SDコマンド戦記 G-ARMS                   | 航行形態デストロイドアグレッサーに変形 NO.67と合体しフューラーRジャジャに 両腕の武器はそれぞれミサイル発射ギミックと爪の開閉が可能                                                                                     |                                                |
| 082   | 鳳凰頑駄無                                                     | SD戦国伝 天下統一編                     | 天道翼開閉 |                                                |
| 083   | SDV-04ORG Vコマンドガンダム                                    | SDコマンド戦記 G-ARMS                   | 発光・サウンドギミック、ロケットパンチ 支援メカVフォース1と合体しライトフォースコマンダーに No.85に収納可能 |                                                |
| 084   | クラウンナイトガンダム                                         | SDガンダム外伝 円卓の騎士編             | パーツ着脱で初期状態と剛の鎧装備状態を選択 剛の鎧パーツは元祖オリジナル支援メカに ビニール製マント付 |                                                |
| 085   | GSG-001V ジェネラルガンダム                                    | SDコマンド戦記 G-ARMS                   | No.83を収納可能 キャタピラによる電動走行 戦艦形態に変形、艦首よりビッグバンバスター展開 ミニサイズVコマンド付属 |                                                |
| 086   | 武神頑駄無                                                     | SD戦国伝 天下統一編                     | 兜飾りはビニル製 鋼龍弩より矢を発射 |                                                |
| 087   | 龍頑駄無                                                       | SD戦国伝 天下統一編                     | 龍の頭が白い初期稿仕様 尻尾を動かすと龍の兜の下あごが開閉 神秘の槍は三叉に開閉 |                                                |
| 088   | 獅頑駄無（ししがんだむ）                                       | SD戦国伝 天下統一編                     | 獅頭や足が金色の初期稿仕様 火炎のたてがみは毛で再現 獅王の陣はBB戦士と異なり、銃を胴に接続しない |                                                |
| 089   | アレックスランダー                                             | ガンドランダーII 魔封の聖剣             | 強化型のシルエットファイター (SF) 仕様 頭部よりラムショットを発射 |                                                |
| 090   | フェニックスランダー                                           | ガンドランダーII 魔封の聖剣             | バックパックが分離しバードランダーとなる |                                                |
| 091   | 灼騎士ガンダムF91                                              | SDガンダム外伝 円卓の騎士編             | 背面のダガー鞘を押すとバーニングヴェスバーソードの鞘が腰に展開 布製マント、ピアスシール付き |                                                |
| 092   | 麗騎士                                                         | SDガンダム外伝 円卓の騎士編             | 背中のレバー操作で右腕が可動 布製マント、ピアスシール付き キャラクター名は「麗騎士レッドウォーリア」だが、製品名は肩書きのみとなっている                                                                               |                                                |
| 093   | 風騎士ガンダムMk-II                                            | SDガンダム外伝 円卓の騎士編             | 背中のレバー操作で右腕が可動 布製マント、ピアスシール付き |                                                |
| 094   | 闇騎士ガンダムMk-II                                            | SDガンダム外伝 円卓の騎士編             | 円卓仕様とザビロニア仕様を再現 但し細部のデザインはザビロニア仕様優先 布製マント、ピアスシール付き |                                                |
| 095   | 初代頑駄無大将軍                                               | SD戦国伝 天下統一編                     | 大鳳凰形態に変形 |                                                |
| 096   | GFA-78NT1 ガンファイヤー                                       | SDコマンド戦記II ガンダムフォース       | ガンファイヤーから装甲を排除しガンブレーダーに No.106に搭乗 |                                                |
| 097   | GPZ-006C1 ガンプラズマー                                       | SDコマンド戦記II ガンダムフォース       | ガンライダーから戦闘形態ガンプラズマーに変身 専用バイク プラズマシューターは付属しない |                                                |
| 098   | 四代目頑駄無大将軍                                             | SD戦国伝 天下統一編                     | 超破鳳凰形態に変形 |                                                |
| 099   | AHM-069G ヘビメタガンダム                                      | SDコマンド戦記II ガンダムフォース       | 頭部に毛 ガンシャドウとのコンバーチブル |                                                |
| 100   | CAPG-78FF キャプテンガンダム・フリーダムファイター             | SDコマンド戦記II ガンダムフォース       | ライオンファイターに変形 |                                                |
| 101   | 黒魔神闇皇帝                                                   | SD戦国伝 天下統一編                     | No.55にパーツ追加 殺駆が付属 |                                                |
| 102   | ブラックベレーガンダム/レッドベレーガンダム                    | SDコマンド戦記II ガンダムフォース       | コンバーチブルモデル 支援メカ・KJI、INUが付属 |                                                |
| 103   | キングガンダムII世                                             | SDガンダム外伝 円卓の騎士編             | キングキャリバーは刀身を射出 布製マント、ピアスシール付き |                                                |
| 104   | スパークガンダム                                               | SDコマンド戦記II ガンダムフォース       | 毛パーツで頭部のデザインを再現 |                                                |
| 105   | ZCS-07B バウンティーハンターグフ                               | SDコマンド戦記II ガンダムフォース       | 右腕のチェーンは展開と巻き取りが可能 |                                                |
| 106   | GFB-4649R ファイヤーブレーザー                                 | SDコマンド戦記II ガンダムフォース       | NO.96が搭乗 整備ベッドに変形 救助チーム（1号ポッド 白 Drガンタンク、ナースボール）、ジェイソン・アッシマー付属 NO.106A〜Dのコンテナと換装 NO.112の支援メカと合体可能                                                   |                                                |
| 106-A | コンテナポッドA                                                | SDコマンド戦記II ガンダムフォース       | 消防チーム（2号ポッド 赤 ブレイズキャノン、レスキューボール）、ザック・ワイルド |                                                |
| 106-B | コンテナポッドB                                                | SDコマンド戦記II ガンダムフォース       | 工作チーム（3号ポッド 黄 ブルタンクR-44、ドーザーボール）、デナン・ゾン |                                                |
| 106-C | コンテナポッドC                                                | SDコマンド戦記II ガンダムフォース       | 水中チーム（4号ポッド 青 リ・ガズィ、ダイバーボール）、フレディビグロ・ブロ |                                                |
| 106-D | コンテナポッドD                                                | SDコマンド戦記II ガンダムフォース       | コンバットチーム（5号ポッド 緑 ジムIII、コンバットボール）、ザクト |                                                |
| 107   | 灼熱騎士ガンダムF91                                            | SDガンダム外伝 円卓の騎士編             | NO.91より一部パーツ流用 背面のダガー鞘を押すとウイング可動 布製マント、ピアスシール付き |                                                |
| 108   | スターガンダムGP01                                             | SDコマンド戦記II ガンダムフォース       | スターウルフに変形 NO.111に搭乗 |                                                |
| 109   | CZX-05 ダースベルガ                                            | SDコマンド戦記III SUPER G-ARMS          | 外装パーツが支援メカ・ヘルクロウに NO.113に搭乗 |                                                |
| 110   | 聖機兵ガンレックス                                             | SDガンダム外伝 聖機兵物語               | 封印状態に変形 額に取り付ける鳴動の盾は元祖の騎士に装備可能 灼熱騎士ガンダムF91、バーサル騎士GP01が搭乗可能 灼熱騎士を｢聖騎兵物語｣版に換装できるパーツが付属                                                           |                                                |
| 111   | FEG-0011 フォートレスエンペラーG                               | SDコマンド戦記III SUPER G-ARMS          | 発光・サウンドギミック フォートレスモードに変形し、更にフォートアタッカー、フォーとボマーに分離 各形態にNo.108・114・115が搭乗                                                                                         |                                                |
| 112   | GPF-783 宇宙海賊騎士キャプテンレッド                           | SDコマンド戦記III SUPER G-ARMS          | キャプテンレッドはNO.92より一部パーツを流用 支援メカコスモシャークはNO.106と合体しコスモブレイザーとなる 発光・サウンドギミック                                                                                        |                                                |
| 113   | CZEE-005 エビルエンペラー                                      | SDコマンド戦記III SUPER G-ARMS          | No.111より一部パーツを流用 No.109が搭乗 No.111より1,000円ほど安価で、電飾未搭載 |                                                |
| 114   | GSZ-006S スターガンセイヴァー                                  | SDコマンド戦記III SUPER G-ARMS          | NO.51より一部パーツを流用 宇宙戦闘機スターファイターに変形 NO.111のフォートアタッカーに搭乗 NO.115と合体し戦闘爆撃機シュツルムセイヴァーとなる                                                                         |                                                |
| 115   | GPZZ-010BS スターガンパンツァー                                | SDコマンド戦記III SUPER G-ARMS          | No.54より一部パーツを流用 戦車形態ランドファイターに変形 NO.111のフォートボマーに搭乗 114と合体し戦闘爆撃機シュツルムセイヴァーとなる                                                                                  |                                                |
| 116   | SDVF-90 コマンドフォーミュラー90                               | SDコマンド戦記III SUPER G-ARMS          | ロケットパンチ 支援メカアサルトファイターに音ギミック及び弾丸発射ギミック |                                                |
| 117   | CAPF-91 キャプテンフォーミュラー91                             | SDコマンド戦記III SUPER G-ARMS          | スターグリフォンに変形 |                                                |
| 118   | CZFK-178 フューラーコマンダー                                  | SDコマンド戦記III SUPER G-ARMS          | フューラーガンダムに武装パーツを装着しフューラーコマンダーに 更にデストロイド・ドラゴンへ変形 |                                                |
| 119   | バーサル騎士GP01                                               | SDガンダム外伝 聖機兵物語               | 鎧の着脱 NO.110及びNO.125に搭乗 布製マント、ジュエルシール使用 |                                                |
| 120   | 雷帝千生神将軍                                                 | SD戦国伝                                | 千生将軍と超伐折羅曼蛇が合体 BB戦士と異なり、額の獅噛剣を抜刀・装備できる |                                                |
| 121   | CZX-01GK Gキラーズ                                             | SDコマンド戦記III SUPER G-ARMS          | ガンキラーI、ガンキラーII、ビグザムの3体セット 多様な合体モードを備える ビグザムにライト･サウンドギミック搭載 |                                                |
| 122   | FF-0 ファイナルフォーミュラー                                  | SDコマンド戦記III SUPER G-ARMS          | 金メッキとパープルメッキ、クリアパーツを使用 |                                                |
| 123   | スペリオルドラゴンEX                                           | SDガンダム外伝 聖機兵物語               | No.44とは別金型の新規造形 |                                                |
| 124   | GFA-78NT1S スターガンファイヤー MSBZ-06SC キャプテンブラッディ | SDコマンド戦記III SUPER G-ARMS          | No.96、47より一部パーツを流用 ガンブレイダー及びファイナルメガキャノンのギムックも継承 |                                                |
| 125   | 真聖機兵ガンレックス                                           | SDガンダム外伝 聖機兵物語               | No.110より一部パーツを流用 鳴動の盾の着脱及び封印状態への変形も継承 旧ナンバー最終商品 |                                                |

### 新ナンバー
| No.  | 商品名                                                      | 登場作品                                  | 備考 |
| ---- | ----------------------------------------------------------- | ----------------------------------------- | --- |
| 0001 | RX-78GP01Fb ガンダムGP01-Fb                                 | 機動戦士ガンダム0083 STARDUST MEMORY      | コアファイターIIが分離可能 |
| 0002 | RX-78GP02 ガンダムGP02                                      | 機動戦士ガンダム0083 STARDUST MEMORY      | アトミックバズーカは設定どおりに収納状態から展開し、弾丸を発射 |
| 0003 | ナイトガンダム                                              | SDガンダム外伝 ジークジオン編             | 旧No.34の仕様変更（白→ライトブルーメタリック） |
| 0004 | サタンガンダム                                              | SDガンダム外伝 ジークジオン編             | 旧No.35の仕様変更（紺→青） |
| 0005 | 武者頑駄無                                                  | SD戦国伝 武者七人衆編                     | 旧No.17の仕様変更 ビデオは付属しない |
| 0006 | 武者頑駄無Mk-II                                             | SD戦国伝 武者七人衆編                     | 旧No.22の仕様変更 |
| 0007 | 武者仁宇頑駄無                                              | SD戦国伝 武者七人衆編                     | 旧No.27の仕様変更 |
| 0008 | 機甲神エルガイヤー                                          | SDガンダム外伝 機甲神伝説                 | 操手・神秘騎士ネオガンダムが付属し搭乗する No.0020〜0022と合体して超機甲神ガンジェネシスに |
| 0009 | 天空神ホルスガンダム                                        | 新ガンダムフォース グレートパンクラチオン | No.0017との組み換えで聖神アモン・ラー・ガンダムに |
| 0010 | CAPG-78 キャプテンガンダム                                  | SDコマンド戦記 G-ARMS                     | 旧No.50の仕様変更 ビデオ・キーホルダーは付属しない |
| 0011 | F91 ガンダムF91                                             | 機動戦士ガンダムF91                       | 旧No.70の仕様変更 ビームサーベル、ビームシールドのクリアパーツが追加されビームシールドは手持ちから左腕接続に変更 |
| 0012 | ニンジャマスターハヤテガンダム                              | 新ガンダムフォース グレートパンクラチオン | 頭部から疾風の刃を射出 |
| 0013 | ドラグナージークガンダム                                    | 新ガンダムフォース グレートパンクラチオン | スイッチ操作により鞘から剣が飛び出す |
| 0014 | シルバークラスターガンダム                                  | 新ガンダムフォース グレートパンクラチオン | ゴーグル開閉 胸部からボルスター・シュートロン発射 |
| 0015 | キャプテンネオガンダム                                      | 新ガンダムフォース グレートパンクラチオン | 超獣形態 ドラゴンフェニックスに変形 武器パーツが合体し、支援メカ シャイニングフォーゲルに 配色や変形形態の名前がちーびー戦士と異なる |
| 0016 | 影機甲神カオスガイヤー                                      | SDガンダム外伝 機甲神伝説                 | 操手・仮面騎士ルナガンダムが付属し搭乗する No.0020〜0022と合体して闇機甲神ガンジェノサイダーに |
| 0017 | 太陽神ダークアトン                                          | 新ガンダムフォース グレートパンクラチオン | No.0009との組み換えで邪闘神ダーク・アトンに |
| 0018 | FA-010S フルアーマーΖΖガンダム                              | 機動戦士ガンダムΖΖ                        | 旧No.61の仕様変更 |
| 0019 | 機甲戦車スーパーオーキス                                    | SDガンダム外伝 機甲神伝説                 | 装甲戦車ニューオーキス、装甲戦車バトルオーキス、機甲戦車スーパーオーキスに変形 操手・バーサル騎士ガンダムGP01、重騎士ガンダムGP02、騎士ガンダムGP03が付属し搭乗する No.0008を搭載可能                                                   |
| 0020 | 機甲神セットA [マーキュリアス&ジュピタリアス]               | SDガンダム外伝 機甲神伝説                 | 他の機甲神と合体し超機甲神ガンジェネシスないし闇機甲神ガンジェノサイダーとなる |
| 0021 | 機甲神セットB [アクアリウス&オルフェリス]                   | SDガンダム外伝 機甲神伝説                 | 他の機甲神と合体し超機甲神ガンジェネシスないし闇機甲神ガンジェノサイダーとなる |
| 0022 | 機甲神ギガンティス                                          | SDガンダム外伝 機甲神伝説                 | 他の機甲神と合体し超機甲神ガンジェネシスないし闇機甲神ガンジェノサイダーとなる |
| 0023 | FA-93HWS νガンダム ヘヴィウエポンシステム                   | MSV                                       | 旧No.39の仕様変更 |
| 0024 | LM312V04+SD-VB03A V-dashガンダム                            | 機動戦士Vガンダム                         | 非変形のコアファイターが付属し、完全変形のオーバーハングキャノンと合体しコアブースターを再現 |
| 0025 | LM314V21 V2ガンダム                                         | 機動戦士Vガンダム                         | 透明樹脂で｢光の翼｣を再現 頭部スナイピングユニットが可動 |
| 0026 | スペリオルドラゴンSR                                        | 新SDガンダム外伝 ナイトガンダム物語       | 旧No.123より一部パーツ流用。金、赤、銀、青の4色メッキ |
| 0027 | キャプテンガンダムV                                         | 新ガンダムフォース グレートパンクラチオン | 支援メカ・サバイバーをバックパックとして合体し武装形態となる |
| 0028 | コマンダーガンダムV2                                        | 新ガンダムフォース グレートパンクラチオン | 射撃照準用デバイスが可動 |
| 0029 | 龍機ドラグーン                                              | 新SDガンダム外伝 ナイトガンダム物語       | 魔龍モードから覚醒モードに変形 操手・魔竜剣士ゼロガンダムが付属し搭乗する |
| 0030 | LM314V23/24 V2アサルトバスターガンダム                      | 機動戦士Vガンダム                         | No.0025の軟質パーツを金色に変更。アサルトパーツ、バスターパーツを追加 |
| 0031 | 無敗機兵メターナル                                          | 新SDガンダム外伝 ナイトガンダム物語       | 盾は設定どおりの組み替え・装着を再現 操手・聖騎士ネオスライドが付属し搭乗する |
| 0032 | 先進機兵エプコット94                                        | 新SDガンダム外伝 ナイトガンダム物語       | 頭部のストライクキャノンに連動し照準機がセット 胴体よりマックスバスターが展開 操手・旋風騎士プロストが付属し搭乗する |
| 0033 | 幻魔機兵バイザード                                          | 新SDガンダム外伝 ナイトガンダム物語       | 旧No.81より一部パーツを流用 双頭龍モードに変形 操手・幻魔王バイスガンダムが付属し搭乗する |
| 0034 | 武人機兵ガオージャ                                          | 新SDガンダム外伝 ナイトガンダム物語       | バルクモードからマーシャルモードに変形 操手・騎士ヴィクトリーが付属し搭乗する |
| 0035 | 双頭機兵ジェミニクラス                                      | 新SDガンダム外伝 ナイトガンダム物語       | 上半身の回転によりテクニークモードとストーンモードに切り替え テクニークモード胸部から火炎砲弾を発射 操手・騎士ヘキサエルダーと騎士ヘキサヤングが付属し搭乗する                                                                          |
| 0036 | 仮面機兵サイコニアス                                        | 新SDガンダム外伝 ナイトガンダム物語       | 仮面の上下と連動して表情が変わるハウンテッド・ペルソナを再現 操手・騎士団長ジェイバーが付属し搭乗する |
| 0037 | GF13-017NJ シャイニングガンダム                             | 機動武闘伝Gガンダム                       | スーパーモードに変形 コアランダー着脱 青色部分がメッキ処理 |
| 0038 | GF13-011NC ドラゴンガンダム GF13-009NF ガンダムローズ       | 機動武闘伝Gガンダム                       | ドラゴン：両腕のドラゴンクローが若干伸縮 / コアランダー着脱 ローズ：スイッチにより左肩バインダーが前後連動して展開 / 腰の回転に連動して右腕が動く剣撃アクション / コアランダー着脱                                                      |
| 0039 | GF13-006NA ガンダムマックスター GF13-013NR ボルトガンダム   | 機動武闘伝Gガンダム                       | マックスター：胸・肩パーツの着脱によりファイティングモードに変形 / コアランダー着脱 ボルト：グラビトンハンマー着脱 / 首を動かすと連動して右腕が動く / コアランダー着脱                                                                  |
| 0040 | 真聖機兵ガンレックス                                        | SDガンダム外伝 聖機兵物語                 | 旧No.125とは、サイズとギミックの異なる新規造形 全身金色のエンディング仕様 ゴーグル開閉 操手・バーサル騎士ガンダムGP01が付属し搭乗する エルガイヤー・ドラグーンとの3体セット品の方が先に発売されるという、異例のセールス方法が執られた   |
| 0041 | 龍機ドラゴパルサー                                          | 新SDガンダム外伝 ナイトガンダム物語       | No.0019より一部パーツを流用 No.0029を搭載 更にマルスギアをNo.0029に装着し聖龍機マルスドラグーンとなる 魔竜騎士ゼロガンダム、竜騎士ファルコガンダム、騎士コナンガンダムが付属し搭乗する                                                  |
| 0042 | 飛行機兵スカイパラディン                                    | 新SDガンダム外伝 ナイトガンダム物語       | 操手・騎士ヴィスクエアが付属し搭乗する |
| 0043 | GF13-017NJII ゴッドガンダム GF13-021NG ガンダムシュピーゲル | 機動武闘伝Gガンダム                       | ゴッド：ハイパーモードに変形 シュピーゲル：シュピーゲルブレードが展開 共通：コアランダー着脱 |
| 0044 | プラズマドラグーン                                          | 新SDガンダム外伝 ナイトガンダム物語       | バイザー可動 操手・聖竜騎士ゼロガンダムが付属し搭乗する クリアーパーツ多用 |
| 0045 | 聖龍機兵ドラグーンパレス                                    | 新SDガンダム外伝 ナイトガンダム物語       | 旧No.111より一部パーツを流用 聖龍城形態から聖龍巨神形態に変形 雷哮砲より雷哮砲弾を発射 聖龍城形態ではNo.0029等機兵を搭載できる |
| 0046 | 伝説の騎士 バーサルナイトガンダム                           | SDガンダム外伝 ジークジオン編             | 旧No.70の仕様変更 一部の部品に2色のメッキ |
| 0047 | 伝説の騎士 クラウンナイトガンダム                           | SDガンダム外伝 円卓の騎士編               | 旧No.84の仕様変更 一部の部品に銀メッキ |
| 0048 | 伝説の騎士 バーニングナイトガンダムF91                      | SDガンダム外伝 円卓の騎士編               | 旧No.107の仕様変更 ピアスシールが廃止に |
| 0049 | 伝説の騎士 バーサルナイトゼフィランサス                     | SDガンダム外伝 聖機兵物語                 | 旧No.119の仕様変更 ピアスシールが廃止に |
| 0050 | 戦神機キングオブハート                                      | 新SDガンダム外伝 黄金神話                 | 騎士シャインガンダムが装光騎士キングシャイン、更に装光機ハートトランザーと合体し戦神機キングオブハートとなる |
| 0051 | 竜神機クラブオンエース                                      | 新SDガンダム外伝 黄金神話                 | 装光竜から竜神機に変形し、武闘家ドラゴンガンダムが搭乗する No.0064のドラゴニックファング及びNo.0062のクラブハルバードを装備 |
| 0052 | 獣神機クイーンザスペード                                    | 新SDガンダム外伝 黄金神話                 | 装光獣から獣神機に変形し、闘士マックスガンダムが搭乗する No.0064のギガンディックナックル及びNo.0065のスペードアーチを装備 |
| 0053 | 鳥神機ジャック・イン・ダイヤ                                | 新SDガンダム外伝 黄金神話                 | 装光鳥から鳥神機に変形し、剣士ローズガンダムが搭乗する No.0064のスクリーマーガード及びNo.0066のダイヤソードを装備 |
| 0054 | 真ハイパーモード ゴッドガンダム                             | 機動武闘伝Gガンダム                       | No.0043の仕様変更 全身金色の明鏡止水状態 |
| 0055 | 魔龍機デビルドラグーン                                      | 新SDガンダム外伝 黄金神話                 | No.0029より一部パーツを流用 ドラゴンモードからデビルモードに変形 操手・インサイトデビルが付属し搭乗する |
| 0056 | 鉄神機ブラックジョーカー                                    | 新SDガンダム外伝 黄金神話                 | 装光砲台から鉄神機に変形し、重戦士ボルトガンダムが搭乗する No.0064のボルトクラウン、ボルトアンバー及びNo.0067のジョーカーランスを装備                                                                                                   |
| 0057 | XXXG-01W ウイングガンダム                                   | 新機動戦記ガンダムW                       | バードモードに変形 |
| 0058 | XXXG-01S シェンロンガンダム                                 | 新機動戦記ガンダムW                       | ドラゴンハング展開 |
| 0059 | XXXG-01D ガンダムデスサイズ                                 | 新機動戦記ガンダムW                       | ビームサイス及びバスターシールド可動 |
| 0060 | XXXG-01SR ガンダムサンドロック                              | 新機動戦記ガンダムW                       | クロスクラッシャー再現 |
| 0061 | XXXG-01H ガンダムヘビーアームズ                             | 新機動戦記ガンダムW                       | 胸部及び肩部火器展開 |
| 0062 | 聖龍機ロードドラグーン                                      | 新SDガンダム外伝 黄金神話                 | No.0029の成型色を変更し、新規の装甲パーツを追加 昇竜モードに変形 操手・聖竜騎士ゼロガンダムが付属し搭乗する |
| 0063 | 超光騎士バトルシャイン                                      | 新SDガンダム外伝 黄金神話                 | 騎士シャインガンダムが超光騎士バトルシャインに、更にNo.0050との合体でキングオブハート・スーパーモードとなる 追加パーツの装光機ハートフライヤーはNo.0050と合体し装光機ハートフォートレスとなる                                           |
| 0064 | 闘神機シュバルツディーラー                                  | 新SDガンダム外伝 黄金神話                 | アディションパーツの着脱によりオンパーツモード、オフパーツモードに変形 操手・法術士シュピーゲルが付属し搭乗する |
| 0065 | 機甲神ロードエルガイヤー                                    | 新SDガンダム外伝 黄金神話                 | No.0008より一部パーツを流用 操手・月光騎士ネオガンダムが付属し搭乗する No.0020〜0022と合体して超機甲神ロードガンジェネシスとなる |
| 0066 | 皇機兵ロードヴァトラス                                      | 新SDガンダム外伝 黄金神話                 | 操手・キングガンダムII世が付属し搭乗する |
| 0067 | 真聖機兵ロードガンレックス                                  | 新SDガンダム外伝 黄金神話                 | No.0040より一部パーツを流用 ゴーグル開閉 操手・バーサル騎士ゼフィランサスが付属し搭乗する |
| 0068 | 戦神機キングシャッフル                                      | 新SDガンダム外伝 黄金神話                 | 高速移動形態ファルコンモードに変形 騎士ドモンが付属し搭乗する |
| 0069 | 戦神機キングオブハート スーパーモード                       | 新SDガンダム外伝 黄金神話                 | No.0050とNo.0063の仕様変更セット 全パーツが金メッキないし金色 |
| 0070 | フェニックスゴッド                                          | Gチェンジャー                             | 飛行形態ゴッドスラッシャーに変形 |
| 0071 | トルネードドラゴン                                          | Gチェンジャー                             | 飛行形態ドラゴンライザーに変形 |
| 0072 | 暗黒卿マスターガンダム                                      | 新SDガンダム外伝 黄金神話                 | 暗黒卿マスターガンダムが付属し搭乗（巨大化）する |
| 0073 | XXXG-00W0 ウイングガンダム0（ゼロ）                         | 新機動戦記ガンダムW                       | ネオバードモードに変形 |
| 0074 | 黄金神スペリオルカイザー                                    | 新SDガンダム外伝 黄金神話                 | スーパースペリオルドラゴンが暴竜カイザーワイバーンと合体し黄金神スペリオルカイザーとなる 暴竜カイザーワイバーンはNo.0063ないし0069と合体し謎の暴竜神に No.0076と合体し太陽神ゴッドカイザーとなる                                        |
| 0075 | アイアンボルト                                              | Gチェンジャー                             | 飛行形態ボルトクラッシャーに変形 |
| 0076 | 太陽騎士ゴッドガンダム                                      | 新SDガンダム外伝 黄金神話                 | No.0074と合体し太陽神ゴッドカイザーに |
| 0077 | フレイムマックス                                            | Gチェンジャー                             | 戦闘機形態マックスウイナー及び戦車形態マックスブレイザーに変形 |
| 0078 | ストリームローズ                                            | Gチェンジャー                             | 飛行形態ローズストライカー及び潜水艦形態ソーズプランジャーに変形 |
| 0079 | キャリバートールギス                                        | Gチェンジャー                             | 武装形態・白銀の流星キャリバー及び飛行形態キャリバークルーザーに変形 |
| 0080 | デスサイズスティル                                          | Gチェンジャー                             | ドリルモービル形態デス・ハウンド及びステルス飛行形態デス・ストーカーに変形 |
| 0081 | 騎士ウイング                                                | 新SDガンダム外伝 鎧闘神戦記               | 背中のレバーを動かすと、右腕が上下に動く 一部パーツが彩色済 |
| 0082 | 騎士ガンダムヘビーアームズ                                  | 新SDガンダム外伝 鎧闘神戦記               | 一部パーツが彩色済 |
| 0083 | サイバーウイングゼロ                                        | Gチェンジャー                             | 2種の飛行形態に変形 |
| 0084 | ヘビーアームズマグナ                                        | Gチェンジャー                             | 重武装形態マグナ・デトネイター及び重戦車形態ヘビー・クローラーに変形 |
| 0085 | 騎士ガンダムサンドロック                                    | 新SDガンダム外伝 鎧闘神戦記               | 一部パーツが彩色済 |
| 0086 | 騎士デスサイズ                                              | 新SDガンダム外伝 鎧闘神戦記               | 一部パーツが彩色済 |
| 0087 | 騎士シェンロンガンダム                                      | 新SDガンダム外伝 鎧闘神戦記               | 一部パーツが彩色済 |
| 0088 | 鎧闘神ウイング                                              | 新SDガンダム外伝 鎧闘神戦記               | 真鎧闘神を製品化。バードモードに変形する 新ナンバー最終商品 |
| 0089 | ガンキラー                                                  | 超戦士ガンダム野郎                        | 黒色の量産型カラー。 2016年8月26日発送。魂ウェブ商店受注限定品（2016年5月23日終了）として20年ぶりに復活。 |
| 0090 | 千生将軍                                                    | 超戦士ガンダム野郎                        | 旧120番の雷帝千生神将軍とは違い初期のザクレロヘッド。金＆オレンジメッキ。2017年1月発送。魂ウェブ商店受注限定品第二弾。 |
| 0091 | 機甲神エルガイヤー                                          | SDガンダム外伝 機甲神伝説                 | 2017年7月発送。魂ウェブ商店受注限定品第三弾として24年ぶりに復活。新0008番とは全く違う完全リニューアル版。 |
| 0092 | 機甲神5体セット                                             | SDガンダム外伝 機甲神伝説                 | 2018年1月発送。新0020～0022番とは全く違う完全リニューアル版で、新0091番のエルガイヤーで超機甲神ガンジェネシスに、新0093番のカオスガイヤーで闇機甲神ガンジェノサイダーにそれぞれ合体可能。魂ウェブ商店限定受注限定品第四弾。             |
| 0093 | 影機甲神カオスガイヤー                                      | SDガンダム外伝 機甲神伝説                 | 2018年5月発送。魂ウェブ商店受注限定品第五弾として25年ぶりに復活。新0016番とは全く違う完全リニューアル版で、新0091番に対応するボーナスパーツが付属する。                                                                                 |
| 0094 | 超機甲神ガンジェネシス スペリオルドラゴンエディション       | SDガンダム外伝 機甲神伝説                 | 2024年8月発送。新0091～0092番のセット商品かつ、成型色を一部変更し、メタリックやパール等を使用している他、スペリオルドラゴンエディションシールも付属する。魂ウェブ商店限定受注限定品第六弾。                                             |
| 0095 | 機甲神アルテイヤー 超機甲神 真の目覚めセット                | SDガンダム外伝 機甲神伝説                 | 2025年4月発送。魂ウェブ商店受注限定品第七弾として初の立体化となる。新0091番～新0092番または新0094番と合体することで超機甲神ガンジェネシス（ファイナルVer.）となる。新0091番または新0094番のエルガイヤーに対応するボーナスパーツが付属。 |

### 関連商品
スペシャル
既製品の特別仕様や成型色を変更した商品。
| 商品名                                    | 作品名                              | 備考 |
| ----------------------------------------- | ----------------------------------- | --- |
| MSR-100 百式改 黄金スペシャル             | MSV                                 | 旧No.13の成型色を設定の金メッキに仕様変更。                                                                                           |
| 武者五人衆                                | SD戦国伝 武者七人衆編               | 旧No.17・22・14・29・27のセット。頑駄無城のペーパージオラマと特製メタリックシールが付属。                                             |
| 天と地とすぺしゃる 信玄頑駄無・謙信頑駄無 | SD戦国伝 天と地と                   | 成型色を変更した旧No.17・18（武者白馬・盾・暴留以外は付属しない）にそれぞれ信玄頑駄無・謙信頑駄無用のパーツとシールを付属したセット。 |
| 伝説の勇者スペシャル                      | SDガンダム外伝 ジークジオン編       | 一部がメッキ仕様の旧No.34・36・41のセット。ビニール製のマントが付属。                                                                 |
| GARMS シャドウフレア5                     | SDコマンド戦記 G-ARMS               | ダークブルーを基調とした旧No.50・48・51・54・57のセット。                                                                             |
| 完全復活!! 5大ガンダム+1                  |                                     | 旧No.46・2・30・68（成型色変更）・1・13（クリア仕様）のセット。                                                                       |
| バーサルシャドウ                          | SDガンダム外伝 ジークジオン編       | 黒を基調とした旧No.70。 |
| アレックスシャドウ                        | SDガンダム外伝 ジークジオン編       | 黒を基調とした旧No.73。 |
| アルガスシャドウ                          | SDガンダム外伝 ジークジオン編       | 黒を基調とした旧No.63・74・66のセット。                                                                                               |
| 光の騎士スペシャル                        | SDガンダム外伝 ジークジオン編       | 一部がメッキ仕様の旧No.70・71のセット。                                                                                               |
| 天雷地すぺしゃる                          | SD戦国伝 風林火山編                 | 一部がメッキ仕様の旧No.76・80・82のセット。                                                                                           |
| プラズアーマーセット                      | SDコマンド戦記II ガンダムフォース   | 旧No.72のガンアーマー、No.97、No.106-A〜D付属ミニフィギュアの成型色変更+専用コンテナ付属。                                            |
| 超機甲神ガンジェネシス                    | SDガンダム外伝 機甲神伝説           | 一部がメッキ仕様の新No.0008・0020・0021・0022のセット。                                                                               |
| 結集!! 三大機兵                           | SDガンダム外伝                      | 一部がメッキ仕様の新No.0040・0008・0029のセット。                                                                                     |
| 栄光の聖騎士機兵軍団PART1                 | 新SDガンダム外伝 ナイトガンダム物語 | 一部がメッキ仕様の新No.0031・0034・0036のセット。                                                                                     |
| 栄光の聖騎士機兵軍団PART2                 | 新SDガンダム外伝 ナイトガンダム物語 | 一部がメッキ仕様の新No.0032・0035・0042のセット。                                                                                     |

システムアップセット
商品名は、A～Cは『システムアップセット（A～Cのいずれか）』、DとEは加えてそれぞれ『暴留＆武者白馬』『雑魚＆武者黒馬』と併記してある。
|   | 備考 |
| - | --- |
| A | 旧No.1〜6・11・16用の武器のセット。一部クリアパーツ使用。                                                         |
| B | 旧No.11・14・17・21・22用のクリアカメラアイ、旧No.1・2・5・6・11用の蓄光アンテナ、オリジナル強化武器のセット。    |
| C | 旧No.22・27・29に使用できる兜飾り、旧No.17・22・27・29・34・36用の武器、旧No.13を騎士百式改に改造できる鎧が付属。 |
| D | 暴留＆武者白馬(ムシャホース)のセット 武者白馬に別売りの元祖を搭乗可。                                             |
| E | 雑魚＆武者黒馬(ムシャホース)のセット 武者黒馬に別売りの元祖を搭乗可。                                             |

バトルスクエアシリーズ
01～06は基地の一部を模した作りになっており、カラーリング以外は共通規格のジョイント用の穴が大量についたウォールパネル2枚とフロアパネル1枚、ジョイントパーツ6個、支柱1本、手持ち武器固定用のポール3個が付属、それぞれの固有パーツと組み合わせて自由に基地を拡張していく事が可能であった。商品名は『バトルスクエア01 ランドディフェンサー』のように『バトルスクエア（01～06、DXのいずれか）（固有名）』となっている。『新生頑駄無城 天地城』は正確にはバトルスクエアシリーズに含まれないが、バトルスクエアシリーズとの連携要素があるため、便宜上含むものとする。
| No. | 固有名                 | 固有パーツ |
| --- | ---------------------- | --- |
| 01  | ランドディフェンサー   | 砲台（MSを載せられる「銃座バスター・シート」が付属）                                                                                                 |
| 02  | カタパルトエリア       | カタパルト（スタンディング・ジェッターをスプリングギミックで射出。レールを敷くためにウォールパネルを床に使用する）                                   |
| 03  | ウェポンストッカー     | ウエポンフック・スピンソー・ツインシクル・ミニタンク・ハイパーシールド（武器腕と脚部用キャタピラ、底にフロア固定用凸付きの銃器を貫いた巨大盾が付属） |
| 04  | メンテナンスゾーン     | クレーン・ターンボード（MSを載せたまま回転できるターンボードとレバー2本で操作するクレーンが付属）                                                    |
| 05  | コマンドチャンバー     | 椅子・レーダー盤（ディスプレイ回転ギミックが付いたレーダー盤と指令室をイメージした椅子が付属。フロアパネルを天井にする使用例も紹介されていた）       |
| 06  | ペリスコシーカー       | 潜望鏡（内側のミラーシールの反射で実際に見えるギミック）                                                                                             |
| DX  | 武者戦陣(ムシャベース) | 武者頑駄無の兜にホワイトベースの意匠を取り入れた巨大要塞。                                                                                           |
|     | 新生頑駄無城 天地城    | 風林火山編を踏まえた要塞城。城背部にバトルスクエアフロアパネルの先端を模した部分があり接続が可能。システムアップセットDとEの暴留と雑魚が付属。       |

## 派生商品

### 本家SD
元祖SDと同時期に発売された、ガンダムシリーズ以外のロボットアニメ作品をSD化したプラモデルシリーズ。ラインナップは『機動警察パトレイバー』（5種）、『超時空要塞マクロス』（3種）、『聖戦士ダンバイン』（1種）、『重戦機エルガイム』（1種）の4作品。

#### 機動警察パトレイバー
| No. | 商品名                          | 備考 |
| --- | ------------------------------- | --- |
| 1   | AV-98 イングラム (アルフォンス) | 肩のパトライトが光り、サウンドが鳴る リボルバーカノン収納                                                                           |
| 2   | TYPE-J9 グリフォン              | ウイングユニット版 全身を黒メッキ処理、オリジナルライフル付属                                                                       |
| 3   | AV-X0 零式                      | 頭部センサーが光り、サウンドが鳴る 貫き手付属                                                                                       |
| 4   | AV-99 ヘルダイバー              | 頭を回すと右手を上下 バイザー部にクリアパーツ使用 オリジナル無反動砲付属                                                            |
| 5   | TYPE-7B ブロッケン              | NATO、ドイツ陸軍仕様の青い機体 105mmカノン、40mm速射機関砲が付属 背部右センサーを動かすと左手、左センサーを動かすと右手が微妙に動く |

#### 超時空要塞マクロス
| No. | 商品名                                      | 備考                      |
| --- | ------------------------------------------- | ------------------------- |
| 1   | VF-1S バルキリー ロイ・フォッカースペシャル | 3形態に差し替え変形が可能 |
| 2   | VF-1J バルキリー                            | 3形態に差し替え変形が可能 |
| 3   | VF-1S ストライクバルキリー                  | 3形態に差し替え変形が可能 |

#### 聖戦士ダンバイン
| No. | 商品名     | 備考                                                        |
| --- | ---------- | ----------------------------------------------------------- |
| 1   | ダンバイン | ショウ・ザマ機 オーラコンバーターを上げると連動して羽が開く |

#### 重戦機エルガイム
| No. | 商品名         | 備考 |
| --- | -------------- | --- |
| 1   | エルガイムMk-I | ランドブースターのスタビライザーが展開し、連動してインテークが引きあがる。 脚部のランダムスレートが開閉可能。 さらに頭部が可動し、スパイラルフローが出てくる。 |

### 元祖SDガンダム ミニコレクション
全12種（色違いを含む）。1980年代末期〜1990年代初期にかけて発売された元祖SDガンダムの一部をダウンサイジングしての復刻させたものであり、そのためギミックは一部オミットされている。2006年10月に主にコンビニで販売された。2007年2月発売との触れ込みで、MARK-IIが一部ショップで予約受付されたが、発売には至らなかった。
ラインナップ
5品を旧版と1993年のリナンバー時の色違い仕様で計10種類発売された。
- 武者頑駄無
- 武者精太
- 緒羅四恩、暴留、雑魚
- ナイトガンダム
- サタンガンダム〜恐怖の正体〜

## 特典ビデオ

### 活動絵巻
武者頑駄無付属の特典ビデオ。元祖のキットを使ったミニドラマ。メインMCはガンダムとシャアズゴック。ハイパーレーサー4WDを改造したり、リアルタイプ武者頑駄無鎧 武者頑駄無MK-IIも登場している。横井孝二も声で特別出演している。
スタッフ
- 脚本 - 浅香晶
- 演出補 - 磯野洋好
- 総監督 - 佐久間信之
- 声の出演 - 関俊彦、たてかべ和也、松本保典、玄田哲章、横井孝ニ

### 元祖SDガンダム GARMS緊急発進
キャプテンガンダム付属の特典ビデオ。元祖のキットを使ったオリジナルドラマ。コマンドワールドを舞台にコマンド・武者・ナイトが活躍する。
登場キャラクター
- コマンドガンダム

GARMS総司令官。
- 武者頑駄無
- ナイトガンダム

ブラッティザクの召喚に巻き込まれた各世界のリーダー。
- GARMS軍団

ガンセイヴァーΖ、ガンパンツァーΖΖ、ガンダイバー、キャプテンガンダム
- ナイトワールドの戦士

スペリオルドラゴン、騎士百式
- 武者七人衆

武者精太頑駄無、武者頑駄無摩亜屈、武者仁宇頑駄無、武者駄舞留精太頑駄無、農丸頑駄無、武者斎胡頑駄無
- にせガンダム

武者七人衆に紛れて登場。
- ブラッティザク

ザタリオン帝国メガコマンダー。オペレーションM・Mで2つの世界から同士を召喚する。
- 闇皇帝
- ブラックドラゴン

ブラッティザクに召喚された各世界の親玉。
- ザタリゴン

モビルモンスター。3首領が作り出した巨大怪獣。
スタッフ
- 脚本 - 浅香晶
- 演出補 - 星沢一秀
- 総監督 - 佐久間信之
- 声の出演 - 富田耕生、飯塚昭三、玄田哲章、松本保典